# Имманентная философия
Иммане́нтная филосо́фия — течение в немецкой философии конца XIX — начала XX веков, характеризуемое отрицанием какой бы то ни было трансцендентной действительности.
С точки зрения имманентной философии не только все познаваемое, но вообще все мыслимое, как бытие, находится в сфере сознания, то есть ему имманентно. Мысль о существовании чего-то за пределами этого сознания, о какой-то «вещи в себе», недоступной человеческому опыту и познанию, представляет, по мнению имманентной философии, философскую фикцию. Положение имманентной философии среди философских направлений весьма своеобразно. Точка зрения, занимаемая ею, делает возможным отстаивание таких мнений, которые в других направлениях являются взаимно исключающими. Вследствие этого имманентная философия оказывается родственной столь различным философским воззрениям, как наивный реализм, спиритуализм и критический идеализм. Главные представители имманентной философии — Шуппе, Ремке, Леклер и Шуберт-Зольдерн — развивают, в общем, довольно сходные взгляды и отличаются друг от друга, главным образом, в вопросе о родовом, или абстрактном, сознании. Шуппе был первым, положившим основание имманентной философии: воззрения остальных её представителей можно рассматривать, как вариации и отчасти отклонения от этой первоначальной основы.
Находясь в центре философских направлений конца XIX века, имманентная философия имела большую популярность. Особенно много адептов её было в Германии, где в то время увлечения метафизикой сменились безраздельным владычеством позитивизма. С 1895 до 1900 г. в Берлине издавался специальный журнал имманентной философии «Zeitschrift für immanente Philosophie».

## Основные положения
Основным положением имманентной философии, напоминающим esse = percipi Беркли, является отождествление бытия с сознанием. Быть — значит находиться в сознании в качестве объекта или объекта восприятия и мышления. Всякое сознание связано с самосознанием, то есть с «я». «Я» и «сознание», для Шуппе — термины, имеющие одно и тоже значение. Сознание так же предполагает «я», как периферия — центр. Понятие сознания не может иметь логического определения per genus proximum et differentiam specificam, так как по отношению к нему нет высшего родового понятия. Это не мешает ему обладать наибольшей эмпирической достоверностью и ясностью, так как содержание его дано непосредственно во всех переживаниях.
В сознании различается субъект и объект. Субъектом является воспринимающее и мыслящее «я», объектом — то, что воспринимается или мыслится. Объект и субъект — соотносительные области сознания, друг друга предполагающие. «Я», то есть субъект, дано только в определенных конкретных переживаниях, связанных с определенными условиями пространства и времени, то есть с тем или иным объективным содержанием. Поскольку мы отвлекаемся от всего этого содержания, мы можем мыслить «я» только как некоторый абстрактный момент или пункт сознания, лишенный каких бы то ни было индивидуальных признаков. Такое абстрактное «я» неизбежно должно мыслиться в каждом сознании, но только неразрывно связанным с тем или иным индивидуальным содержанием. С другой стороны, и всякое такое содержание неизбежно предполагает какое-нибудь чистое «я», которому оно принадлежит или к которому относится. Таким образом, имманентная философия приходит к положению: «Нет субъекта без объекта, и обратно» или «я» дано только с «не-я». Единство сознания при этой постоянной внутренней двойственности представляет основной и первичный факт бытия, не требующий и не допускающий никакого объяснения.
Поскольку весь внешний мир, а также и собственное тело, есть то или иное объективное содержание, ощущаемое, представляемое или мыслимое — постольку оно находится в сознании. В этом утверждении имманентная философия на первый взгляд совпадает с идеализмом, как догматическим, так и критическим. Однако, имманентная философия ни о чём так не заботится, как о том, чтобы опровергнуть предположение о таком сходстве. Отличие имманентной философии от точки зрения Беркли заключается главным образом в том, что понятие сознания (души) у Беркли и в имманентной философии существенно различны. Для Беркли сознание было чистым субъектом, объект же мыслился как что-то внешнее субъекту и от него отдельное. Вследствие этого разъединения объекта и субъекта понимание внешнего материального мира, как идей души (сознания) имело у Беркли смысл полного исчезновения объекта в субъекте, связанного ещё с неясным представлением оставшегося от объекта пустого места.
Так как в имманентной философии сознание не есть чистый субъект, но единство субъекта и объекта, то нахождение внешнего материального мира в сознании сохраняет всю его объективность: он не перестает быть для имманентной философии пространственным миром, поскольку объективное содержание сознания подчинено пространству, опять-таки не как субъективной форме созерцания, но как объективному порядку восприятий. Благодаря той же разнице точка зрения имманентной философии совершенно не имеет характера иллюзионизма, как у Беркли. Восприятия внешнего мира существенно разнятся от идей и образов фантазии тем, что они подчинены строгой закономерности и возникают с необходимостью; в них есть нечто обязательное и общее для всех индивидуальных сознаний. Критический идеализм, с точки зрения имманентной философии, есть порождение той же ошибки, которая лежит в основе идеализма Беркли, а именно обособления субъекта от объекта. Догматический идеализм, приняв такое разъединение, переводит затем все содержание объекта в субъект; критический идеализм, делая по существу то же самое, не покидает опустошенное таким образом понятие объекта, но делает его предметом новой абстракции, а именно понимает его как нечто внешнее субъекту, но уже не с теми свойствами, которые оказались принадлежащими сознанию субъекта, но с какими-то другими, в этом сознании невыразимыми. Таким образом, создается фикция «вещи в себе», как некоторого непознаваемого объекта. Это последнее убежище трансцендентного Шуппе преодолевает тем соображением, что всякая мысль о чём-нибудь предполагает всегда какое-нибудь содержание. Поэтому и мысль о вещи в себе, если она не есть пустое слово, или чистое ничто, есть мысль о некотором содержании, а содержание всех наших мыслей заимствуется только из нашего же сознания. Раз вещь в себе неизбежно мыслится через посредство сознания, то она уже перестает быть вещью в себе в смысле абсолютно чуждого сознанию и непознаваемого объекта.
Вообще всякое идеалистическое мировоззрение и связанное с ним отрицание внешнего материального мира основано, с точки зрения имманентной философии, на совершенно ложных предпосылках, исходящих из противоположения «внешнего» и «внутреннего» мира, как самостоятельных и отдельных величин, «ощущения» и «ощущаемого», «мышления» и его «содержания» как деятельностей и каких-то внешних им сущностей, на которые они направлены. Все такие противоположения основаны на грубых аналогиях и сравнениях, незаметно вкрадывающихся в нашу мысль. Так, напр., мышление нами представляется действием, аналогичным схватыванию чего-то; но схватывание, как действие руки, может быть без схватываемого предмета, между тем как мышление невозможно без мыслимого содержания. Столь же ошибочно разделение объекта и субъекта, ведущее всегда к крайностям идеализма или материализма. В действительности нет ни отдельного внешнего, ни отдельного внутреннего мира (души), нет ощущения и мышления отдельно от ощущаемого и мыслимого. Все это дано в реально неразрывном единстве сознания. Внешний и внутренний мир, — говорит Ремке, — два абстрактных куска одного мира, который имеет душа, два необходимых и непосредственно данных момента, без которых душа ничего не имеет, то есть без которых она вообще не существует, так как бытие души обусловлено тем, что она имеет мир. Причину разрыва первоначального единства сознания Ремке видит в материалистическом представлении души, по которому она понимается как особое начало, находящееся «внутри» тела. Здесь корень заблуждения идеалистической и спиритуалистической философии, не сумевшей достигнуть действительно имматериалистического понятия о душе. Быть «внутри» чего-нибудь может только материя. Имматериалистическое понимание души не допускает никакого противоположения материи душе, как внешнего — внутреннему; возможно только противоположение пространственного и беспространственного. Только как беспространственная, душа может быть причастна всему телу и находящейся за его пределами действительности, между тем как пространственно это вездесущие души совершенно непонятно. Нельзя говорить, что внешний мир находится «в душе»; можно только утверждать, что душа «имеет» внешний мир в смысле его непосредственной данности субъекту сознания. Столь же отрицательно, как к чисто идеалистической гносеологии, всецело разрешающей познаваемый объект в субъекте, относится имманентная философия и ко всякой дуалистической гносеологии, признающей существование внешних сознанию предметов, в той или иной мере соответствующих восприятиям и понятиям сознания. Мысль о таком внешнем объекте представляется для имманентной философии совершенно необоснованным и ненужным удвоением действительности. В восприятиях предмета дано все его бытие; ничего за пределами этого бытия, находящаяся в сознании, не существует. Если это бытие и подлежит известной оценке с точки зрения его объективности, то только в смысле общеобязательности, но вовсе не в смысле соответствия чему-то внешнему. Вообще внешнее сознанию, трансцендентное бытие — самое враждебное для имманентной философии понятие; на искоренение его из области философской мысли направлены все её усилия. Полное изгнание потустороннего сознанию объекта даёт имманентной философии основание называть себя монистической гносеологией.

## Имманентная философия и реализм
Реабилитируя несомненную подлинность и объективность материального мира, имманентная философия получает сходство с материалистическим, а иногда даже и с наивным реализмом. Как и наивный реализм, имманентная философия признает предмет, служащий объектом восприятия многих людей, за нумерически один предмет, а не за несколько одинаковых восприятий, как это принимается традиционной идеалистической гносеологией. Это сходство с наивным реализмом нарушается только одной существенной добавкой: весь материальный мир дан в сознании и вне сознания не существует. Кроме того, имманентная философия совершенно свободна от материалистического понимания тела, как причины и основы духовной жизни. Тело для имманентной философии — такой же объект сознания, как и все прочие материальные предметы; его особенность заключается только в более тесной и непосредственной связи с жизнью сознания. Наиболее важным и трудным с точки зрения имманентной философии является вопрос о пребываемости бытия при постоянной изменчивости сознания. Если бытие вещей, напр. стоящего перед нами дерева, состоит только в нахождении в сознании созерцающего субъекта, то бытие это следовало бы признать столь же призрачным и мимолетным, как образы фантазии. Поворот глаз от этого дерева в другую сторону мгновенно превратил бы его в полное и абсолютное небытие. Такой вывод ослабляется в имманентной философии признанием множественности сознаний. Если образ дерева перестает существовать в одном сознании, то он может существовать в сознании других созерцающих субъектов. Кроме того, он может и должен возникнуть в сознании того же самого субъекта, если на него снова будет обращен взор. Это существование в других сознаниях или необходимость возобновления в сознании данного субъекта восприятий материальных предметов и составляет их реальное бытие, отличающее их от образов фантазии.
Вообще, понятие действительного бытия предметов не исчерпывается в имманентной философии качественным содержанием восприятий, но включает в себя абсолютную закономерность их следования. Эта закономерность, — говорит Шуппе, — не есть только доказательство существования воспринимаемого, но равнозначна самому этому существованию. Поэтому можно сказать, что вещь существует даже тогда, когда её никто не воспринимает. Её существование состоит в закономерной связности с другими вещами, благодаря которой она должна возникать в том или ином сознании при известных условиях. С признанием множественности сознаний связывается в имманентной философии понятие родового (gattungsmässige), или абстрактного, сознания. К этому понятию приводит тот факт, что в человеческих восприятиях известная часть содержания оказывается общей для всех сознаний. Так как эта общность не может быть объяснена случайностью, то она требует допущения родового сознания, причастного каждому индивидуальному в той мере, в какой оно является тождественным с другими. Родовое сознание не представляет какую-либо реальность, отдельную от конкретных сознаний, но существует в них подобно тому, как общие признаки существуют в конкретных вещах (напр. «круглота» в отдельных кругах или «треугольность» в треугольниках).
Существование индивидуальных сознаний обусловливается как индивидуальными особенностями тела, так и индивидуальными положениями сознания в порядке пространства и времени. Каждое индивидуальное сознание имеет особую часть объективной действительности, которой могут обладать, в тот же момент или в другое время, другие сознания. Признавая это родовое содержание сознания необходимым условием и основой индивидуальных, Шуппе, по справедливому замечанию Вундта, как бы возобновляет платоновское учение об идеях, составляющих основу конкретных вещей. Эта необходимость признания родового относится, по Шуппе, не только к душе, но и к телу. Необходимо мыслить некоторую родовую сущность человеческого тела, которая получается, если мы отвлечемся от всех индивидуальных различий. В понятии родового сознания и заключается для некоторых представителей имманентной философии критерий объективной действительности и истинности. Лишь то объективно в восприятиях, что является общим для всех человеческих сознаний, то есть относится к родовому сознанию; лишь то знание истинно, которое соответствует объективной действительности. Понятием родового сознания устраняются у Шуппе затруднения, связанные с мыслью об отсутствующих предметах и вообще о том, что выпадает из индивидуального сознания, напр. о своем собственном теле во время обморока или после смерти: все это не теряет своей реальности именно в смысле объекта родового сознания, имеющего своё конкретное осуществление в других индивидуальностях. У других представителей имманентной философии признаком объективной действительности служит общеобязательность чего-либо для всех сознаний. Несколько иную точку зрения на объективность чувственных восприятий занимает Ремке. Он признает субъективным в восприятиях то, что может быть понимаемо как некоторое действие в самом познающем субъекте, обусловленное внешними предметами, возникающее вместе с ними или после них (напр. вкус горечи или сладости). Объективно же все то, что входит в содержание самих вещей. К таким объективным качествам вещей Ремке относит, напр., цветность. В этом пункте имманентная философия наиболее близко совпадает с наивным реализмом. Самое понятие о других сознаниях строится имманентной философией на основании аналогии человеческих тел, из которых каждое связано всегда с данным индивидуальным сознанием неразрывной связью. Множественность таких тел дает чисто эмпирическое основание заключать о множественности таких же или подобных индивидуальных сознаний. Если вся действительность заключается в сознании, то и обратно, все формы сознания, в том числе и образы фантазии, обладают, по мнению имманентной илософии, некоторой действительностью. Следует только отличать различные виды этой действительности. Фон Леклер устанавливает различные возможные шкалы для оценки действительности: по интенсивности, по временной устойчивости, по степеням ясности и остроты, по нормальности или призрачности восприятий, по отношению к воспроизводимости восприятий (воспоминания, продукты воображения и фантазии). Наиболее самостоятельное положение в группе философов имманентности занимает Шуберт-Зольдерн. Он категорически отрицает теорию общего родового сознания, как основы индивидуального. Для него все бытие состоит прежде всего из субъективной связи данного индивидуального сознания, образующей единство «я». Из этого первоначального материала путём аналогии выводится понятие о других «я». Но это понятие образуется исключительно из элементов эмпирически данного «я» и имеет в нём свою гносеологическую основу. Вообще полная гносеологическая достоверность не простирается далее собственного сознания. Общеобязательно в строгом смысле слова, утверждает Шуберт-Зольдерн, лишь то, что составляет элементарную связь моего «я», ибо я могу гносеологически составить мир из элементов моего «я», так как ничего другого мне не дано. Общий всем «я» мир опыта общеобязателен в более широком смысле слова: он не имеет никакой непосредственной общеобязательности, но только индуктивную. Гносеологическая точка зрения Шуберта-Зольдерна имеет сходство с тем, что называется солипсизмом. Однако, сам Шуберт-Зольдерн отрицает солипсизм. Утверждать существование только одного «я» невозможно, — говорит он, — так как «я» немыслимо без «ты» или без других «я». Вообще утверждать единичность чего-нибудь нельзя, не предполагая множественности. Таким образом, солипсизм утверждающий единственность бытия «я», есть невыполнимая теория. Ещё более невозможен солипсизм, как практическое учение. В такой форме он является просто безумием. Солипсизм может быть допущен лишь как признание наибольшей достоверности данного «я». Хотя идея «не-я» образуется гносеологически, но её истинное основание — не теоретическое, а практическое. Соответственно этому и понятие объективной действительности имеет для Шуберта-Зольдерна практический характер. Устанавливая гносеологический prius субъективного, или «я», Шуберт-Зольдерн не отрицает его причинную зависимость и подчиненность. Вообще Шуберт-Зольдерн довольно счастливо избегает неясных и шатких положений других представителей имманентной философии, ограничивая свою теорию лишь бесспорными и до крайности скудными положениями. Только благодаря этому он мог в своем ответе на сильную критику Вундта утверждать, что эта критика, направленная против имманентной философии, очень мало задевает его собственное воззрение.

## Имманентная философия и кантианство
По общему своему характеру имманентная философия представляет новейшее видоизменение позитивизма, а именно позитивистического критицизма. Имманентная философия в сущности очень близка к Канту и имеет свою основу в его гносеологии. Как и у Канта, весь познаваемый мир, по утверждению имманентной философии, дан в сознании и его познавательных категориях. Вместе с Кантом, имманентная философия признает все эти категории имеющими объективное значение, относящимися к сущности объектов, к их предметности. Имманентная философия порывает с Кантом, подобно Фихте, отрицанием вещи в себе. Этим отрицанием она придает несколько иной характер пространству и находящимся в нём материальным объектам. Если для Канта пространство имело значение внутренней формы созерцания, упорядочивающей извне обусловленный материал ощущений, то для имманентной философии, устранившей все внешнее, пространство и находящиеся в нём объекты потеряли характер чего-то внутреннего, противостоящего непознаваемому внешнему, а предстали в своем прежнем наивно-реалистическом смысле подлинной пространственной действительности, данной сознанию, но не вложенной в него. При этом сознание и материальность слились в какое-то единобытие. Таким образом, имманентная философия есть перерождение критицизма в форму, более свободную от всяких догматических предпосылок и связанных с ними затруднений и наиболее удовлетворяющую естественному воззрению на мир. Весьма естественно, поэтому, что имманентная философия имеет много общего с неокантианством и незаметно в него переходит. Наиболее сходно решение вопроса о критериях истины.
Рассуждения имманентной философии о невозможности сравнения восприятий и представлений с соответствующей им внешней действительностью и о единственно допустимом критерии истины — общеобязательности — совершенно совпадают со взглядами Виндельбанда и его гносеологическим принципом нормативности. Самое изгнание трансцендентного хотя бы в виде вещи в себе имеет в имманентной философии явную цель отрезать всякий путь к метафизическому творчеству. Этот антиметафизический характер и близость к «естественному» взгляду на мир сближают имманентную философию с другим новейшим направлением, известным под названием эмпириокритицизма. Вообще, поскольку имманентная философия проводит принцип непосредственной интуитивной данности сознанию объекта познания, она имеет общее русло со многими новейшими течениями философской мысли, разрушающими вековое средостение между субъектом и объектом. В этом отношении интересны сближения, делаемые Лосским между имманентной философией и его мистическим эмпиризмом («Вопросы философии и психологии», кн. 75), представляющим последнее слово интуитивной гносеологии. Такая общность с направлениями метафизического характера возможна благодаря тому, что интуитивизм имманентной философии не имеет никакой логической связи с отрицанием трансцендентности.

## Критика
Несмотря на ограниченный круг утверждений, в большинстве случаев чрезвычайно осторожных и зачастую не имеющих характера трюизмов только благодаря крайне своеобразной форме изложения, — имманентная философия имеет много спорных пунктов. Вундт в своей критике ставит задачей главным образом реабилитировать научное понятие восприятия как субъективного процесса, а также отвергнуть установленный имманентной философией критерий истинности. Кроме того, он обнаруживает скрытую метафизику в понятии родового сознания.
Самым важным и решающим участь имманентной философии является вопрос о допустимости понятия трансцендентного. Аргументация имманентной философии оказывается здесь наиболее вызывающей сомнения. Бытие отсутствующих предметов сводится в ней на образы воспоминаний, на возможность восприятия для других людей и на закономерность их появления в сознании при известных условиях. Но всего этого совершенно недостаточно для объяснения предстоящей действительности. Мы неизбежно должны мыслить её бытие не только как могущее появиться в сознании в то или иное время, но именно как пребывающее, независимо от случайной данности в сознании. Конечно, это пребывающее вне сознания придется мыслить иным по отношению к сознаваемому, но тем не менее существующим. Оспаривая эту необходимость, имманентная философия придает всей действительности характер какого-то мелькающего бытия, возникающего в соприкосновении с человеческим сознанием и исчезающего, как только это соприкосновение прекратилось. При таком взгляде на объекты восприятия стирается всякое различие, например между бытием дерева, промелькнувшего в окно железнодорожного вагона, и вспышкой молнии или раскатом грома. Промелькнувшее дерево, с точки зрения имманентной философии, совершенно так же прекратило своё бытие, как и замолкнувший гром или исчезнувшая молния. Разница их возможного возникновения, в одном случае зависящего от воли человека, в другом не зависящего, — нисколько, с точки зрения имманентной философии, не изменяет характера их небытия до момента возобновления. Ещё большей неустранимостью отличается мысль о существовании других существ вне нашего сознания, раз мы так или иначе признаем бытие других существ. Великая французская революция была имманентна только сознанию её современников, для нашего же сознания она несомненно трансцендентна, так как нельзя считать её бытие тождественным с доступными нам историческими описаниями. Но если неизбежно допустить трансцендентное для данных индивидуальных сознаний, то не допускается ли этим самым его возможность и для сознания всех индивидуумов, то есть существование чего-то вообще внесознательного.
Имманентная философия ошибочно отождествляет внесознательное с невыразимым в сознании и из невозможности иметь понятие последнего заключает о невозможности мыслить первое. Но даже и в этом отрицании невыразимого в сознании имманентная философия не права. Мысль о несовершенстве и узости нашего сознания естественно вызывает идею чего-то недоступного. И это так же неизбежно, как неизбежна для слепорожденного мысль об иной способности ощущения, в его сознании непредставимой. Имманентная философия не замечает того, что все для нас неизвестное есть в то же время и трансцендентное и что, отвергая трансцендентное, она исключает и всякую мысль о неизвестном. Этим, в сущности, отрицается всякая новизна бытия, всё творчество будущего. Чтобы быть последовательным, позитивизму остаётся жить только в прошедшем.